# لويد هدسون بيرك
لويد هدسون بيرك (بالإنجليزية: Lloyd Hudson Burke)‏ هو محامي وقاضي أمريكي، ولد في 1 أبريل 1916، وتوفي في 15 مارس 1988.